# Pico Boulevard
Pico Boulevard – ulica w hrabstwie Los Angeles biegnąca z zachodu na wschód. Rozciąga się od Oceanu Spokojnego w Santa Monica do śródmieścia (downtown) Los Angeles. Długość – ok. 25 km (16 mil).